# Cruis'n (Wii)
Cruis'n és un videojoc pel 2007 per la Wii. El videojoc és l'últim videojoc de la saga de videojocs de curses arcade Cruis'n fets per Midway. El videojoc tindrà dotze curses i el jugador podrà utilitzar el nou Wii Remote. El nou videojoc té la llicència exclusiva de Nintendo. El cotxes tindran una gran varietat de característiques noves, incloent propulsions de nitro, però l'empresa encara no ha anunciat els punts remarcables del videojoc.